# Следзевська Ірина Казимирівна
Ірина Казимирівна Следзевська (23 січня 1928, Київ — 2 червня 2015, Київ) — українська лікарка-кардіолог, реабілітолог, педагог. Доктор медичних наук (1967), професор (1977). Заслужений діяч науки і техніки України (1992), лауреатка Державної премії УРСР в галузі науки і техніки (1980). Одна з провідних українських кардіологів, засновниця кардіореабілітаційної служби у хворих з гострим інфарктом міокарда в Україні, розробниця системи поетапного лікування хворих з таким діагнозом.
Майже 65 років — наукова співробітниця Українського науково-дослідного інституту клінічної медицини (пізніше — Інститут кардіології імені академіка М. Д. Стражеска; 1952—2015), багаторічна завідувачка відділення реабілітації інфаркту міокарда. Авторка понад 350 наукових робіт, зокрема близько 20 авторських свідоцтв на винаходи. Учениця професорів Олександра Айзенберга та Анатолія Пелещука.

## Життєпис
Народилась 23 січня 1928-го року у Києві. У молоді роки жила з батьками на вулиці Льва Толстого, у будинку № 25/18.
У 1952-му році з відзнакою закінчила Київський медичний інститут. Учениця професорів Олександра Айзенберга та Анатолія Пелещука. Тоді ж вступила до аспірантури Українського науково-дослідного інституту клінічної медицини (УНДІКМ; пізніше — Інститут кардіології імені академіка М. Д. Стражеска), науковою співробітницею якого залишалась до кінця життя.
У 1959-му році здобула науковий ступінь кандидата медичних наук, захистивши дисертацію на тему «Влияние пенициллина и стрептомицина на функциональное состояние миокарда при лечении различных форм эндокардита».
У 1963-му році виступила співзасновницею та організаторкою роботи центру по боротьбі з тромбоемболічними захворюваннями, або протиінфарктного центру, Київської станції швидкої медичної допомоги під керівництвом Наталії Ленгауер.
У 1967-му році здобула науковий ступінь доктора медичних наук, захистивши дисертацію на тему «Диагностика митральных и аортальных пороков сердца при ревматизме». Через рік очолила новостворене відділення реабілітації інфаркту міокарда УНДІКМ.
У 1977-му році затверджена у вченому званні професора. Постійно співпрацювала з професоркою Нонною Гватуа. 11 років обіймала посаду заступниці директора з науки УНДІКМ. У 1994-му році залишила керівництво відділенням реабілітації інфаркту міокарда та перейшла на посаду головної наукової співробітниці.

Могила Ірини Следзевської та Георгія Яновського, Байкове кладовище

Померла на 88-му році життя 2 червня 2015-го року. Похована разом із чоловіком на Байковому кладовищі (північна частина ділянки № 33, 50°25′3.74″ пн. ш. 30°30′10.09″ сх. д. / 50.4177056° пн. ш. 30.5028028° сх. д.).

### Родина
- Дідусь — артист балету, режисер, бутафор Київського міського оперного театру Генрих Керевич.
- Бабуся — співачка хору Вікторія Следзевська.
- Батько — художник-графік, заслужений діяч мистецтв УРСР Казимир Агніт-Следзевський (1898—1973).
- Мати — філолог Тетяна Следзевська.
- Чоловік — лікар-кардіолог, терапевт, доктор медичних наук Георгій Яновський (1924—2006)[1][6].

## Наукова діяльність
Одна з провідних українських кардіологів, засновниця кардіореабілітаційної служби у хворих з гострим інфарктом міокарда в Україні, розробниця системи поетапного лікування хворих з таким діагнозом. Авторка понад 350 наукових робіт, зокрема близько 20 авторських свідоцтв на винаходи. Наукова керівниця, консультантка та педагог близько 20 докторів та кандидатів наук, зокрема Валентина Шумакова, Ліани Бабій тощо.
У 1980 році, разом з колегами, нагороджена Державною премією УРСР в галузі науки і техніки за «розробку та впровадження в широку медичну практику комплексу заходів з боротьби з інфарктом міокарда».
Консультантка Центрального госпіталю Міністерства внутрішніх справ України, лікувально-оздоровчого управління при Кабінеті міністрів України. Членкиня Президії правління Всеукраїнської асоціації кардіологів України та спеціалізованої вченої ради з присудження наукових ступенів УНДІКМ. Членкиня експертної ради Вищої атестаційної комісії України та редакційної колегії «Українського ревматологічного журналу».

## Науковий доробок (частковий)
- «Баллистокардиография и фонокардиография в диагностике заболеваний сердечно-сосудистой системы» / И. К. Следзевская, Г. В. Яновский. — Киев: [б. и.], 1963. — 21 с. : ил.; 20 см.
- «Клиническая фонокардиография» / Заслуж. деятель науки, проф. А. Л. Михнев, канд. мед. наук И. К. Следзевская, канд. мед. наук Г. В. Яновский. — Киев: Госмедиздат УССР, 1963. — 137 с. : граф.; 21 см.
- «Клиническая фонокардиография»: (При приобретенных пороках сердца и некоторых поражениях миокарда) / А. Л. Михнев, И. К. Следзевская, Г. В. Яновский. — 2-е изд., доп. и испр. — Киев: Здоров'я, 1970. — 197 с. : ил.; 21 см.
- «Диспансеризация больных инфарктом миокарда». — И. К. Следзевская, И. В. Лисовецкая, А. Л. Саенко и др.; Киев: [б. и.], 1971. — 24 с.; 20 см.
- «Фармакологические средства восстановительной терапии больных инфарктом миокарда»: (Метод. рекомендации) / д-р мед. наук И. К. Следзевская, врач Н. К. Сугакова; М-во здравоохранения УССР. — Киев: [б. и.], 1976. — 13 с.; 20 см.
- «Организация восстановительного лечения» / [В. М. Козлюк, А. Д. Ярменчук, И. К. Следзевская и др.]. — Киев: Здоров'я, 1977. — 39 с.; 20 см.
- «Физическая реабилитация больных инфарктом миокарда, осложненным аневризмой сердца»: Метод. рекомендации / М-во здравоохранения УССР ; [Сост. проф., д. м. н. И. К. Следзевская, к. м. н. А. Л. Саенко, Н. И. Макогон и А. П. Левченко]. — Киев: б. и., 1978. — 35 с.; 21 см.
- «Инфаркт миокарда» / А. И. Грицюк, Н. А. Гватуа, И. К. Следзевская. — Киев: Здоров'я, 1979. — 268 с. : ил.; 20 см.
- «Диспансеризация больных сердечно-сосудистыми заболеваниями и вторичная профилактика»: (Метод. рекомендации) / М-во здравоохранения УССР ; [Сост. И. К. Следзевская, Н. С. Заноздра и др.]. — Киев: б. и., 1979. — 23 с.; 20 см.
- «Реабилитация больных, перенесших повторный инфаркт миокарда»: Метод. рекомендации / М-во здравоохранения УССР; [Сост. И. К. Следзевская и др.]. — Киев: Б. и., 1981. — 8 с.; 21 см.
- «Методы оценки этапного восстановительного лечения больных, перенесших инфаркт миокарда»: Метод. рекомендации / М-во здравоохранения УССР; [Сост. И. К. Следзевская и др.]. — Киев: Б. и., 1984. — 8 с. : граф.; 20 см.
- «Рекомендации по использованию физических тренировок на раннем поликлиническом этапе реабилитации у лиц, перенесших инфаркт миокарда»: Метод. рекомендации / М-во здравоохранения УССР; [Сост. И. К. Следзевская и др.]. — Киев: Б. и., 1985. — 13 с.; 21 см.
- «Диспансеризация и восстановительное лечение лиц, перенесших инфаркт миокарда, в условиях городских и районных поликлиник»: (Метод. рекомендации) / М-во здравоохранения УССР; [Сост. И. К. Следзевская и др.]. — Киев: Б. и., 1985. — 11 с.; 20 см.
- «Клинико-инструментальная диагностика поражений сердца и венечных сосудов» / Н. К. Фуркало, Г. В. Яновский, И. К. Следзевская. — Киев: Здоров'я, 1990. — 188,[2] с. : ил.
- «Методика проведения диспансерного наблюдения за больными, перенесшими инфаркт миокарда»: Метод. рекомендации / М-во здравоохранения СССР, Упр. специализир. мед. помощи; [Подгот. И. К. Следзевская и др.]. — Киев: Б. и., 1991. — 9,[1] с.; 20 см.
- «Лечебно-профилактические аспекты диспансеризации при ишемической болезни сердца» / Н. К. Фуркало, И. К. Следзевская, А. Г. Каминский, М. И. Лутай. — Киев: Здоров'я, 1991. — 216 с.; 21 см.

### Авторські свідоцтва на винаходи (у співавторстві)
- 1982 — «Способ определения работоспособности у больных, перенесших инфаркт миокарда»
- 1985 — «Устройство для крепления электродов»
- 1988 — «Способ определения активности симпатико-адреналовой системы у больных ишемической болезнью сердца без гипертонической болезни, перенесших инфаркт миокарда»
- 1988 — «Способ прогнозирования течения постинфарктного периода у больных ИБС»
- 1992 — «Способ лечения постинфарктной стенокардии»
- 1993 — «Способ прогнозирования течения постинфарктного состояния»
- 1994 — «Способ раннего определения остаточной работоспособности у больных, перенесших инфаркт миокарда»
- 1997 — «Засіб прогнозування повторних інфарктів міокарда»
- 2005 — «Спосіб визначення стану скоротливої функції міокарда у хворих на інфаркт міокарда»
- 2008 — «Спосіб лікування хворих, які перенесли інфаркт міокарда»
- 2010 — «Спосіб визначення впливу фармпрепарату на реґіонарну систолічну функцію лівого шлуночка у хворих на гострий інфаркт міокарда»
- 2010 — «Спосіб оцінки ефективності відновлювального лікування хворих, які перенесли інфаркт міокарда»
- 2010 — «Спосіб прогнозування морфофункціональних особливостей коронарного русла у хворих на ІХС, після перенесеного інфаркту міокарда»
- 2011 — «Спосіб визначення функціонального класу стабільної стенокардії напруження»
- 2011 — «Спосіб оцінки толерантності до фізичного навантаження хворих, що перенесли інфаркт міокарда»
- 2011 — «Спосіб диференційної діагностики кардіомегалії коронарогенного та некоронарогенного ґенезу»
- 2011 — «Спосіб оцінки податливості лівого шлуночка серця»
- 2011 — «Спосіб кількісної оцінки податливості лівого шлуночка серця»
- 2012 — «Спосіб оцінки міокардіального резерву лівого шлуночка»
- 2013 — «Спосіб комплексної оцінки функціонального стану лівого шлуночка серця у хворих, що перенесли інфаркт міокарда»
- 2013 — «Спосіб прогнозування розвитку серцевої недостатності у хворих, які перенесли інфаркт міокарда»
- 2013 — «Спосіб оцінки ефективності відновлювального лікування хворих, які перенесли інфаркт міокарда»

## Нагороди
- 1980 — Державна премія УРСР в галузі науки і техніки — «за розробку та впровадження в широку медичну практику комплексу заходів по боротьбі з інфарктом міокарда»
- 1986 — почесна грамота Президії Верховної Ради УРСР
- 1992 — заслужений діяч науки і техніки України
- 1995 — премія НАН України імені Ф. Г. Яновського — «за цикл робіт „Відновлювальна терапія, диспансеризація та працездатність хворих з артеросклерозом коронарних судин“»
- 2001 — орден «За заслуги» III ступеня
- 2006 — подяка Вищої атестаційної комісії України — «за сумлінну роботу з виконання наукової експертизи й атестації наукових кадрів вищої кваліфікації в експертних радах з медичних, медико-біологічних та фармацевтичних наук»
- 2008 — державна стипендія Президента України
- 2013 — довічна державна стипендія Президента України